# Bringing It Down
Bringing It Down (Version 2.0) è un singolo del gruppo musicale statunitense Starset, pubblicato il 17 agosto 2018 come primo estratto dalla riedizione del secondo album in studio Vessels.

## Descrizione
Si tratta di una versione rivisitata di Bringing It Down, undicesima traccia di Vessels nonché tra le più pesanti dello stesso, caratterizzato da sintetizzatore e strumenti ad arco uniti a sonorità ispirate ai Breaking Benjamin e ai Deftones. A differenza della versione originaria, Bringing It Down (Version 2.0) presenta nuove parti orchestrali e un differente lavoro nella produzione.

## Video musicale
Il videoclip è stato invece pubblicato il 28 settembre 2018 attraverso il canale YouTube del gruppo.

## Tracce
Testi e musiche di Dustin Bates e Paul Trust.
1. Bringing It Down (Version 2.0) – 4:58

## Formazione
Crediti tratti dal libretto di Vessels 2.0.
Musicisti
- Dustin Bates – voce, chitarra
- Rob Graves – chitarra, programmazione
- Joe Rickard – batteria
- Alex Niceforo – programmazione
- Igor Khoroshev – programmazione, arrangiamento strumenti ad arco
- Paul Trust – arrangiamento strumenti ad arco
- David Davidson – arrangiamento strumenti ad arco

Produzione
- Rob Graves – produzione
- Dan Lancaster – missaggio
- Rhys May – assistenza al missaggio
- Ted Jensen – mastering
- Mike Plotnikoff – registrazione batteria
- David Davidson – registrazione strumenti ad arco